# Bughof
Bughof ist ein Stadtteil der Stadt Bamberg im bayerischen Regierungsbezirk Oberfranken.

## Lage
Bughof liegt südöstlich des Stadtzentrums von Bamberg zwischen der westlich fließenden Regnitz und dem östlich verlaufenden Main-Donau-Kanal. Der Bamberger Stadtteil Bug erstreckt sich südwestlich von Bughof.

## Geschichte
Am 1. Juli 1972 wurde im Rahmen der Gebietsreform der Ortsteil Bughof der Gemeinde Strullendorf ins Bamberger Stadtgebiet eingegliedert.

## Bevölkerungsentwicklung
| 1871 | 51 | 1970 | 44 |
| 1925 | 35 | 1987 | 28 |
| 1950 | 50 |      |    |

## Vereine
- Schwimmverein Bamberg 1925 e.V.
- Wassersportverein Neptun Bamberg e.V.